# Gran Premi de Portugal del 1993
Resultats del Gran Premi de Portugal de Fórmula 1 de la temporada 1993, disputat al circuit d'Estoril el 26 de setembre del 1993.

## Resultats
| Pos | No | Pilot                | Equip                    | Voltes | Temps/ Retirada  | Pos. de sortida | Punts |
| --- | -- | -------------------- | ------------------------ | ------ | ---------------- | --------------- | ----- |
| 1   | 5  | Michael Schumacher   | Benetton - Ford          | 71     | 1h 32' 46. 3     | 6               | 10    |
| 2   | 2  | Alain Prost          | Williams-Renault         | 71     | + 0.982 s        | 2               | 6     |
| 3   | 0  | Damon Hill           | Williams - Renault       | 71     | + 8.206 s        | 1               | 4     |
| 4   | 27 | Jean Alesi           | Ferrari                  | 71     | + 1' 07.605 min. | 5               | 3     |
| 5   | 29 | Karl Wendlinger      | Sauber                   | 70     | + 1 Volta        | 13              | 2     |
| 6   | 25 | Martin Brundle       | Prost - Renault          | 70     | + 1 Volta        | 11              | 1     |
| 7   | 30 | Jyrki Järvilehto     | Sauber                   | 69     | + 2 Voltes       | 12              |       |
| 8   | 24 | Pierluigi Martini    | Minardi - Ford           | 69     | + 2 Voltes       | 19              |       |
| 9   | 23 | Christian Fittipaldi | Minardi - Ford           | 69     | + 2 Voltes       | 24              |       |
| 10  | 19 | Philippe Alliot      | Larrousse - Lamborghini  | 69     | + 2 Voltes       | 20              |       |
| 11  | 20 | Érik Comas           | Larrousse - Lamborghini  | 68     | + 3 Voltes       | 22              |       |
| 12  | 4  | Andrea de Cesaris    | Tyrrell - Yamaha         | 68     | + 3 Voltes       | 17              |       |
| 13  | 14 | Rubens Barrichello   | Jordan - Hart            | 68     | + 3 Voltes       | 15              |       |
| 14  | 22 | Luca Badoer          | Lola - Ferrari           | 68     | + 3 Voltes       | 26              |       |
| 15  | 9  | Derek Warwick        | Footwork - Mugen - Honda | 63     | Col·lisió        | 9               |       |
| 16  | 6  | Riccardo Patrese     | Benetton - Ford          | 63     | Col·lisió        | 7               |       |
| Ret | 11 | Pedro Lamy           | Lotus - Ford             | 61     | Accident         | 18              |       |
| Ret | 12 | Johnny Herbert       | Lotus - Ford             | 60     | Accident         | 14              |       |
| Ret | 26 | Mark Blundell        | Prost - Renault          | 51     | Col·lisió        | 10              |       |
| Ret | 21 | Michele Alboreto     | Lola - Ferrari           | 38     | Caixa canvi      | 25              |       |
| Ret | 28 | Gerhard Berger       | Ferrari                  | 35     | Accident         | 8               |       |
| Ret | 11 | Mika Häkkinen        | McLaren - Ford           | 32     | Accident         | 3               |       |
| Ret | 10 | Aguri Suzuki         | Footwork - Mugen - Honda | 27     | Caixa canvi      | 16              |       |
| Ret | 8  | Ayrton Senna         | McLaren - Ford           | 19     | Motor            | 4               |       |
| Ret | 3  | Ukyo Katayama        | Tyrrell - Yamaha         | 12     | Accident         | 21              |       |

## Altres
- Pole: Damon Hill 1' 11. 494
- Volta ràpida: Damon Hill 1' 14. 859 (a la volta 68)